# Campeonato Gaúcho Divisão de Acesso 2020
In 2020 werd de 64ste Campeonato Gaúcho Divisão de Acesso gespeeld voor voetbalclubs uit de Braziliaanse staat Rio Grande do Sul. De competitie werd georganiseerd door de FGF en werd gespeeld van vanaf 27 februari. Op 17 maart werd de competitie stilgelegd vanwege de coronacrisis in Brazilië na amper drie speeldagen. Op 21 augustus werd beslist om de competitie niet meer te hervatten vanwege organisatorische en financiële problemen. 
In retrospectief zou dit, buiten enkele afgelaste staatsbekers, een van de weinige competities zijn die niet meer hervat werden. Zelfs competities die eenzelfde beslissing namen kwamen hier vaak eind 2020 op terug om alsnog een, meestal verkorte, competitie af te werken.

## Eerste fase

### Groep A
| Plaats | Club                  | Wed. | W | G | V | Saldo | Ptn. |
| ------ | --------------------- | ---- | - | - | - | ----- | ---- |
| 1.     | Glória                | 3    | 2 | 1 | 0 | 4:1   | 7    |
| 2.     | Veranópolis           | 3    | 1 | 2 | 0 | 1:0   | 5    |
| 3.     | União Frederiquense   | 3    | 1 | 1 | 1 | 4:2   | 4    |
| 4.     | Igrejinha             | 3    | 1 | 1 | 1 | 2:1   | 4    |
| 5.     | Tupi                  | 3    | 1 | 1 | 1 | 3:4   | 4    |
| 6.     | Passo Fundo           | 3    | 0 | 3 | 0 | 2:2   | 3    |
| 7.     | Brasil de Farroupilha | 3    | 0 | 2 | 1 | 0:2   | 2    |
| 8.     | Cruzeiro              | 3    | 0 | 1 | 2 | 2:6   | 1    |

### Groep B
| Plaats | Club                 | Wed. | W | G | V | Saldo | Ptn. |
| ------ | -------------------- | ---- | - | - | - | ----- | ---- |
| 1.     | São Paulo            | 3    | 2 | 1 | 0 | 7:3   | 7    |
| 2.     | Inter de Santa Maria | 3    | 1 | 2 | 0 | 4:3   | 5    |
| 3.     | Guarany de Bagé      | 3    | 1 | 1 | 1 | 6:4   | 4    |
| 4.     | Lajeadense           | 3    | 1 | 1 | 1 | 3:3   | 4    |
| 5.     | São Gabriel          | 3    | 1 | 0 | 2 | 3:4   | 3    |
| 6.     | Guarani              | 3    | 1 | 0 | 2 | 3:7   | 3    |
| 7.     | Avenida              | 3    | 0 | 3 | 0 | 2:2   | 3    |
| 8.     | Bagé                 | 3    | 0 | 2 | 1 | 1:3   | 2    |